# Fakultatív anaerob
Fakultatív anaerob tulajdonsággal rendelkeznek azok a szervezetek (általában mikroorganizmusok, de többsejtűek, valamint többsejtű élőlények egyes sejttípusai is ide sorolhatók), amelyek megélnek úgy oxigénhiányos mint oxigéndús környezetben. Ezt anyagcseréjük megváltoztatásával érik el. Oxigén jelenlétében aerob légzés eredményeképpen ATP-t termelnek, oxigén hiányában pedig erjedéses folyamatokat indítanak el.
Fakultatív anaerob baktériumok például a Staphylococcusok az Escherichia coli vagy a Listeria. Az eukarióták között találunk fakultatív anaerob gombákat, mint például az élesztőgombák. Ugyancsak ide tartozik néhány vízi gerinctelen, például a Nereididae család képviselői a soksertéjűek (Polychaeta) osztályából. A fehérvérsejtek között is találunk fakultatív anaerob sejteket. Ilyenek a neutrofilek, a monociták, vagy a szöveti makrofágok (hisztiociták).

## Fordítás
Ez a szócikk részben vagy egészben  a   Facultative anaerobic organism című angol Wikipédia-szócikk ezen változatának fordításán alapul.  Az eredeti cikk szerkesztőit annak laptörténete sorolja fel. Ez a jelzés csupán a megfogalmazás eredetét és a szerzői jogokat jelzi, nem szolgál a cikkben szereplő információk forrásmegjelöléseként.